# Acustică
Acustica (grecește: akuein ακουειν = a auzi) este știința sunetului. Ca domeniu științific (parte a fizicii) ea tratează totalitatea aspectelor legate de sunet, ca producerea, propagarea, influențarea, recepționarea  și analiza sunetelor. De asemenea, acustica studiază interacțiunea sunetului cu materialele, propagarea în spațiu, precum și percepția sunetului și efectele asupra oamenilor și animalelor.
Acustica este un domeniu de cercetare și aplicație interdisciplinar, bazat pe diferite discipline, ca fizica, psihologia, fiziologia, tehnica transmisiei de informații, știința materialelor etc. Sunetul se propagă diferit în diverse medii, acestea influențând viteza de propagare și spectrul frecvențelor.

## Noțiuni generale
Acustica se ocupă cu studiul undelor sonore care pot produce senzații auditive (cu frecvența cuprinsă în intervalul 20 Hz - 20 kHz) dar și cu studiul ultrasunetelor (frecvențe mai mari de 20 kHz) și al infrasunetelor (frecvențe mai mici de 20 Hz).
Pentru ca o undă elastică să provoace senzații auditive trebuie să îndeplinească trei condiții:
1. Să aibă o durată mai mare de 0,06 s.
2. Să aibă o intensitate peste pragul de audibilitate 10-12 W/m2
3. Să aibă o frecvență cuprinsă în intervalul 20 Hz ≤ v ≤ 20 kHz

Regiunea din spațiu în care se propagă undele sonore poartă numele de câmp sonor. În mediile solide elastice se propagă atât unde longitudinale cât și transversale. Prin lichide și gaze (atmosferă) se pot propaga numai undele longitudinale.

## Presiunea sonoră
Presiunea sonoră p este: 
{\displaystyle p=\rho c\omega \xi =Z\omega \xi ={2\pi f\xi Z}={\frac {aZ}{\omega }}=c{\sqrt {\rho E}}={\sqrt {\frac {P_{ac}Z}{A}}}\,},
de obicei măsurată în  N/m2 = Pa;
unde:
| Simbol                                                 | SI              | Mărimea fizică                    |
| ------------------------------------------------------ | --------------- | --------------------------------- |
| p                                                      | pascali         | presiunea sonoră                  |
| v                                                      | hertz           | frecvența                         |
| ρ                                                      | kg/m³           | densitatea aerului                |
| c                                                      | m/s             | viteza sunetului                  |
| v                                                      | m/s             | viteza particulei                 |
| {\displaystyle \omega } = 2 · {\displaystyle \pi } · f | radiani/secundă | frecvența unghiulară              |
| ξ                                                      | metri           | deplasarea particulei             |
| Z = c • ρ                                              | N·s/m³          | impendanța acustică               |
| a                                                      | metri/s²        | accelerația particulei            |
| I                                                      | W/m²            | intensitatea sunetului            |
| E                                                      | W·s/m³          | densitatea de energie a sunetului |
| Pac                                                    | watts           | puterea acustică                  |
| A                                                      | m²              | aria                              |

## Domenii ale acusticii
În cadrul acusticii există o multitudine de domenii specializate:
- Acustica fizicală tratează bazele fizicale ale acusticii;
- Aeroacustica tratează producerea și răspândirea aerodinamică a sunetelor și suprimarea lor;
- Hidroacustica tratează răspândirea sunetelor în lichide, în special apă;
- Electroacustica tratează înregistrarea, prelucrarea și reproducerea sunetului;
- Acustica tehnică tratează sunete produse de mașini și utilaje;
- Cercetarea zgomotului tratează toate aspectele producerii, reducerii și percepției de zgomot;
- Acustica spațiului și acustica arhitecturală tratează aspecte ale transmiterii sunetelor în clădiri și acustica în săli de spectacole;
- Acustica vehiculelor tratează sunetele în interiorul și exteriorul vehiculelor;
- Acustica muzicală tratează producerea și percepția de muzică;
- Psihoacustica tratează aspecte ale percepției sunetelor; pentru obiectivarea percepției subiective a sunetului în științele muzicale și cu ajutorul psihologiei muzicale;
- Fonetica tratează comunicația oral-verbală și prelucrarea limbajului acustic;
- Audiometria se folosește în medicină pentru măsurarea parametrilor auzului.